# Rainfreville
Rainfreville [ʁɛ̃fʁəvil] ist eine französische Gemeinde mit 74 Einwohnern (Stand: 1. Januar 2022) im Département Seine-Maritime in der Region Normandie (vor 2016 Haute-Normandie). Sie gehört zum Arrondissement Dieppe und zum Kanton Luneray (bis 2015 Kanton Bacqueville-en-Caux). Die Einwohner werden Rainfrevillais genannt.

## Geographie
Rainfreville liegt etwa 26 Kilometer südwestlich von Dieppe an der Saâne. Umgeben wird Rainfreville von den Nachbargemeinden Greuville im Norden und Nordwesten, Brachy im Norden und Nordosten, Lammerville im Osten, Royville im Südosten, Tocqueville-en-Caux im Süden und Südwesten sowie Vénestanville im Westen.

## Bevölkerungsentwicklung
| Jahr                      | 1962 | 1968 | 1975 | 1982 | 1990 | 1999 | 2006 | 2013 |
| Einwohner                 | 104  | 93   | 99   | 86   | 87   | 83   | 87   | 85   |
| Quelle: Cassini und INSEE |      |      |      |      |      |      |      |      |

## Sehenswürdigkeiten

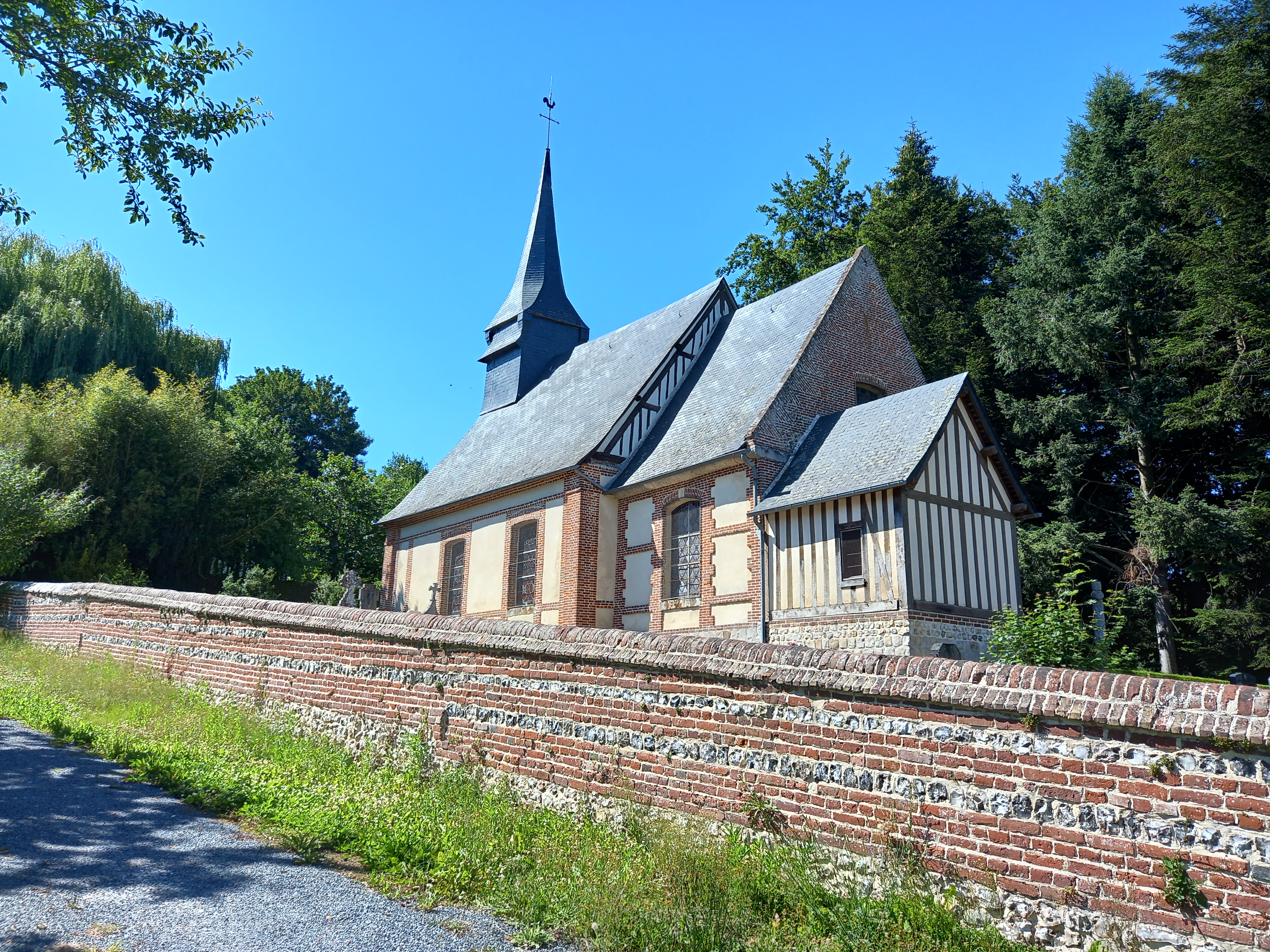
Kirche

- Kirche Notre-Dame (auch: Saint-Martin-et-Saint-Lubin) aus dem 17. Jahrhundert

## Persönlichkeiten
- Eugène Flaman (1842–1935), Ingenieur im Eisenbahnwesen, hier gestorben